# Station Gort
Station Gort is een spoorwegstation in Gort in het Ierse graafschap Galway. Gort ligt aan de Western Railway Corridor, oorspronkelijk de lijn van Limerick naar Claremorris in het graafschap Mayo. Passagiersvervoer op deze lijn werd in 1976 beëindigd. 
In 1984 werd de lijn tussen Limerick en Ennis weer opengesteld en in 2010 het traject tussen Ennis en Athenry. Volgens de dienstregeling 2015 stoppen er op werkdagen dagelijks vijf treinen in beide richtingen.
Tussen Gort en Ennis zou volgens de oorspronkelijke plannen een station komen in Crusheen. Wegens een gebrek aan middelen is de bouw van dit station (voorlopig) uitgesteld.